# Sillano
Sillano – miejscowość i dawna gmina we Włoszech, w regionie Toskania, w prowincji Lukka. Gmina została zniesiona 1 stycznia 2015 wskutek połączenia z gminą Giuncugnano i odtąd stanowi część gminy Sillano Giuncugnano
Według danych na rok 2004 gminę zamieszkiwały 784 osoby, 12,6 os./km².